# Nieuwe lerarenopleiding
De nieuwe lerarenopleiding, afgekort NLO, was een Nederlandse HBO-opleiding, gestart in de jaren 70 van de 20ste eeuw, die opleidde tot leraar in het voortgezet onderwijs. NLO's vielen onder het Hoger Pedagogisch Onderwijs.
De opleiding duurde 4½ jaar. In vier jaar werden studenten opgeleid tot derdegraadsleraar in twee vakken. In het laatste halfjaar werd één van beide vakken uitgebreid tot tweedegraads niveau, waarna de studenten voor beide vakken een tweedegraadsbevoegdheid ontvingen. Tegenwoordig wordt aan HBO-lerarenopleidingen in vier jaar tijd in één vak een 2e-graads bevoegdheid behaald; dit omdat de bevoegdhedenregeling nog uitsluitend een onderscheid maakt tussen 1e en 2e graad. 
In de loop der jaren heeft de NLO het vroegere akte-systeem geheel verdrongen. De LO-akte (3e-graad) en MO-A (2e-graad) zijn verdwenen en vervangen door de lerarenopleiding. De MO-B akten zijn echter niet door de NLO maar door de ULO (Universitaire lerarenopleiding) vervangen. Deze ULO dient men niet te verwarren met de vroegere ULO of MULO, een vorm van voortgezet onderwijs in Nederland.
De gedachte achter de NLO was dat naast domeinkennis van het vak, er tevens aandacht nodig was voor didactiek en pedagogiek. Vakinhoud moest worden ondersteund door de vaardigheid dit goed over te brengen. Vakken werden gewaardeerd met studiepunten, vergelijkbaar met het ECTS. Beoordeling beperkte zich tot voldoende (behaald) of onvoldoende. Onderscheid tussen talentvolle en zwakke studenten behoorde niet tot het gedachtegoed waarmee de NLO’s waren opgericht.
De tien NLO's waren onder meer gevestigd in Delft (ZWN), Groningen/Leeuwaren (Ubbo Emmius), Utrecht (SOL) en Zwolle (Windesheim). Inmiddels zijn de NLO's opgegaan in bredere hogescholen. 